# De Havilland Don
El De Havilland DH.93 Don fue un avión de entrenamiento multifunción de tres asientos británico de la década de 1930, construido por De Havilland Aircraft.

## Diseño y desarrollo
El Don fue diseñado para cubrir la Especificación T.6/36 del Ministerio del Aire por un entrenador multifunción y era un monoplano monomotor con construcción de recubrimiento sujeto a esfuerzos de madera. El DH.93 Don fue concebido para ser un entrenador para pilotos y operadores de radio, y como entrenador de artilleros, implicando este último requisito el montaje de una torreta artillada dorsal. El piloto estudiante y el instructor se sentaban lado a lado en la parte delantera, mientras que el alojamiento para un operador de WT (radio) en prácticas y el artillero de la torreta estaba detrás en la cabina.

## Historia operacional
El prototipo con matrícula de pruebas E-3 (posteriormente con matrícula militar L2387) voló por primera vez el 18 de junio de 1937 y fue transferido a RAF Martlesham Heath para su evaluación oficial. Durante las pruebas se añadió más equipamiento que aumentó el peso y, como resultado, en un intento de reducirlo, se eliminó la torreta dorsal. El avión también fue modificado con pequeñas aletas auxiliares instaladas debajo del plano de cola.
A pesar de los cambios incorporados a partir del quinto avión, el modelo fue considerado no adecuado para entrenamiento y el pedido original de 250 aviones se redujo a sólo 50 aviones, 20 de los cuales fueron entregados como fuselajes sin motor para entrenamiento en tierra. Los aviones restantes sirvieron como aviones de comunicaciones y de enlace, prestando servicio en el Escuadrón 24 y en numerosos destacamentos de Bases de la RAF en todo el Reino Unido hasta principios de 1939, pero todos fueron inmovilizados en tierra para su uso como fuselajes de instrucción en marzo de 1939.

## Operadores
Reino Unido
- Real Fuerza Aérea

## Especificaciones (comunicaciones)
Referencia datos: de Havilland Aircraft since 1909

### Características generales
- Tripulación: Uno (piloto)
- Capacidad: 2 pasajeros
- Longitud: 11,4 m (37,3 ft)
- Envergadura: 14,5 m (47,5 ft)
- Altura: 2,9 m (9,4 ft)
- Superficie alar: 28,2 m² (303,6 ft²)
- Perfil alar: RAF 34 modificado[6]
- Peso vacío: 2291 kg (5049,4 lb)
- Peso cargado: 2962 kg (6528,2 lb)
- Planta motriz: 1× motor lineal invertido V12 refrigerado por aire De Havilland Gipsy King.
  - Potencia: 391 kW (539 HP; 532 CV)
- Hélices: Bipala de paso variable

### Rendimiento
- Velocidad máxima operativa (Vno): 304 km/h (189 MPH; 164 kt)
- Alcance: 1430 km (772 nmi; 889 mi)
- Techo de vuelo: 7100 m (23 294 ft)
- Régimen de ascenso: 4,2 m/s (827 ft/min)

## Aeronaves relacionadas

### Secuencias de designación
- Secuencia DH._ (interna de de Havilland): ← DH.90 - DH.91 - DH.92 - DH.93 - DH.94 - DH.95 - DH.96 →